# Golfo di Saint-Tropez
Il golfo di Saint-Tropez è un golfo della costa mediterranea della Francia situato in Costa Azzurra e più precisamente nel dipartimento del Varo nella regione Provenza-Alpi-Costa Azzurra. Bagna la penisola di Saint-Tropez e la celebre località di Saint-Tropez da cui prende il nome.